# Jean-Marie Guyau
Jean-Marie Guyau (ur. 28 października 1854 w Laval, zm. 31 marca 1888 w Mentonie) – filozof francuski, etyk i pisarz. Jego ojczymem i nauczycielem był filozof Alfred Fouillée.